# MGM Animation
Metro-Goldwyn-Mayer Animation (ili kraće: MGM Animation) je animacijski studio Metro-Goldwyn-Mayera. Osnovan 1993. i do sada prozveo nekolicinu nastavaka animiranih filmova kao što su "Svi psi idu u raj 2", "Tajna NIMH-a 2" itd. Osim dugometražnih animiranih filmova proizvode i televizijske animirane serije.

## Filmografija
- Svi psi idu u raj 2 (1996.)
- Babes in Toyland (1997.)
- I psi slave Božić (1998.)
- Tajna NIMH-a 2: Timmy stiže u pomoć (1998.)
- Tom Sawyer (2000.)

## Unutarnje poveznice
Srodni studiji:
- Amblimation
- Fox Animation Studios
- Sullivan Bluth Studios
- Universal Animation Studios